# 王奔
もしかして
- 王莽

ではありませんか？